# Королева и кардинал
Королева и кардинал (фр. La reine et le cardinal) — двухсерийный телефильм режиссёра Марка Ривьера, вышедший на экраны 10—11 февраля 2009 (на France 2).

## Сюжет
Костюмная историческая мелодрама на сюжет предполагаемой любви между королевой-матерью Анной Австрийской и кардиналом Джулио Мазарини. Франко-итальянский фильм производства Gétévé, Rai Fiction и SFP, при участии France 2, RTL-TVi, BE-FILMS, TV5 Monde и TSR, и снятый при поддержке региона Бургундия.
1689 год. Господин Жёр, в прошлом преданный сотрудник кардинала Мазарини, приносит королю Людовику XIV для ознакомления свои мемуары и несколько писем королевы-матери Анны Австрийской, которые намеревается приложить к публикации. Чтение переносит монарха на несколько десятилетий назад.
1642 год. Умирающий кардинал Ришельё рекомендует королю Людовику XIII на должность первого министра своего ближайшего помощника кардинала Мазарини. В следующем году, после смерти суверена, регентство переходит к Анне Австрийской. Испанка и итальянец на полтора десятилетия становятся правителями Франции. Деловое сотрудничество и политический союз перерастает в любовь, протекающую среди гражданских конфликтов Фронды и войны с Испанией.
1648 год. Заговорщики-аристократы намереваются похитить короля, чтобы править от его имени, и двор вынужден бежать из Парижа в Сен-Жермен-ан-Ле. Столица осаждена, и через некоторое время Парламентская Фронда вынуждена сдаться, но принц Конде, возглавлявший королевские войска, требует слишком большую награду за свои услуги.
Чтобы выиграть время, и дать королеве возможность использовать против Конде влияние коадъютора Реца, Мазарини удаляется в изгнание в Германию. Вернувшись во Францию, он при помощи войск маршала Тюренна торжествует победу над врагами и после жестокой битвы в Сент-Антуанском предместье вступает в Париж, но юный король Людовик XIV увлекается его племянницами, сначала Олимпией, а затем Марией Манчини, в которую всерьез влюбляется. Желание короля жениться на Марии грозит новым конфликтом с Испанией, и первый министр с трудом убеждает своего крестника пожертвовать личным счастьем ради блага государства. При расставании Мария цитирует реплику Химены из «Сида»: «Тоскующей нужны безмолвие и ночь» (Je cherche le silence et la nuit pour pleurer).
Через год после подписания Пиренейского мира кардинал умирает, нежно простившись с Анной, и дав своему коронованному воспитаннику ценный совет ни с кем не делить власть.
Дочитав мемуары, король предает огню письма своей матери, сообщая Жёру, что мемуары не пострадают от отсутствия нескольких документальных свидетельств, и спрашивает, почему тот ничего не написал о жизни королевы после кончины её друга. Господин Жёр поясняет, что Анна Австрийская ничем не выдала своих чувств, произнеся лишь ту самую строку из Корнеля.
Съемки проводились в замке Бюсси-Рабютен в Бургундии, а также в нескольких живописных замках долины Луары: (Бриссак, Ле-Плесси-Масе, Ле-Плесси-Бурре, Ле-Люд, Блуа и Шамбор).

## В ролях
- Филипп Торретон — кардинал Мазарини
- Алессандра Мартинес — Анна Австрийская
- Никола Вод — коадъютор Рец
- Марк Читти — Жёр
- Сириль Дескур — Людовик XIV
- Карла Буттарацци — Мария Манчини
- Жозефин де Мо — мадам де Моттвиль
- Кристоф Реймон — Гастон Орлеанский
- Одри Флёро — герцогиня де Лонгвиль
- Рюди Розенберг — принц Конде
- Ксавье де Гийебон — Ларошфуко
- Самюэль Тейс — герцог де Бофор
- Дамьен Жуйеро — принц де Конти
- Шарле Фуке — герцогиня де Шеврёз
- Леа Вяземски — мадемуазель де Шеврёз
- Филипп дю Жанеран — Людовик XIII
- Жан-Поль Комар — Людовик XIV в 1689 году
- Артур Вон-Уайтхед — Людовик XIV в 10—13 лет
- Антуан Де Прекель — Людовик XIV в 4—6 лет
- Жоффруа Тьебо — Вильруа
- Анн Плюме — мадам де Винель
- Жан Дель — дон Пиментель, посол Испании
- Лоран Кларе — принц Конде-старший
- Сильви Дегриз — принцесса Конде
- Барбара Пробст — Олимпия Манчини
- Сильви Давид — мадам Манчини
- Бернар Вале — Пьер Сегье
- Жак Нурден — Летелье
- Кристоф Лапарра — Юг де Лионн
- Ксавье Дюфур — Бланмениль
- Станислас Бонафе — маршал Тюренн
- Франсуа-Поль Дуссо — Венсан де Поль
- Родольфо де Соуза — дон Луис, министр Филиппа IV
- Валери Керюзоре — герцогиня де Монбазон
- Рюфюс — кардинал Ришельё
- Жан-Луи Фулькье — президент Бруссель
- Франк де Лаперсон — Жан-Батист Кольбер